# 乌鲁布铁镇
乌鲁布铁镇，是中华人民共和国内蒙古自治区呼伦贝尔市鄂倫春自治旗下辖的一个乡镇级行政单位。

## 行政区划
乌鲁布铁镇下辖以下地区：
甘奎社区、乌鲁布铁村、讷尔克气村、二十里村、友谊村、铁东村、毛家铺村、朝阳沟村、向阳村、红旗村、春林村、马尾山村、春亭阁村、跃进村、五岔沟村、东升村、兴盛村、新发村、乌尔其村、新兴村和新丰村。